# Richard Fehdmer

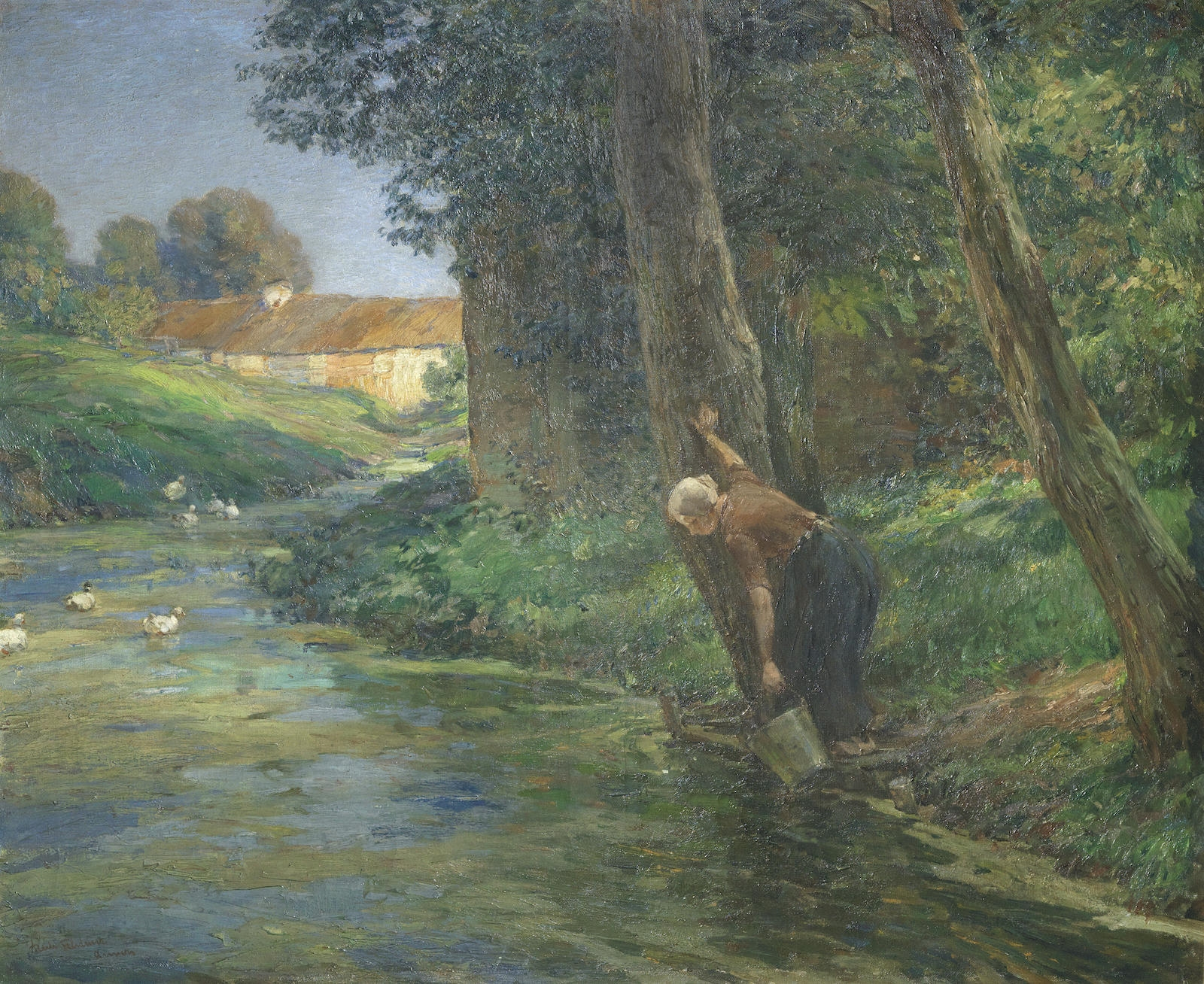
Eine Frau,
die Wasser von einem Strom schöpft

Richard Heinrich „Henri“ Fehdmer (* 14. Dezember 1860 in Königsberg (Preußen); † 9. August 1945 in Berlin) war ein deutscher Landschaftsmaler.
Fehdmer verbrachte seine Jugendjahre in Berlin, studierte von 1879 bis 1881 an der Kunstakademie Düsseldorf bei Heinrich Lauenstein und Andreas Müller, setzte sein Studium von 1881 bis 1885 an der Kunstakademie Antwerpen bei J. Tryskampen und auch privat bei Joseph Van Luppen fort.
Nach dem Studium blieb er in Antwerpen und war als Landschaftsmaler tätig. 1920 siedelte er nach Berlin über. Er besuchte mehrmals die Schweiz, die Niederlande und die Ostseeküste.
Seit 1893 zeigte er seine Werke auf der Großen Berliner Kunstausstellung und im Münchener Glaspalast.